# Friedrich Franz Dietrich von Bremer
Friedrich Franz Dietrich Graf von Bremer (* 10. August 1759 in Hannover; † 7. März 1836 ebenda) war ein deutscher Minister des Königreichs Hannover.

## Herkunft

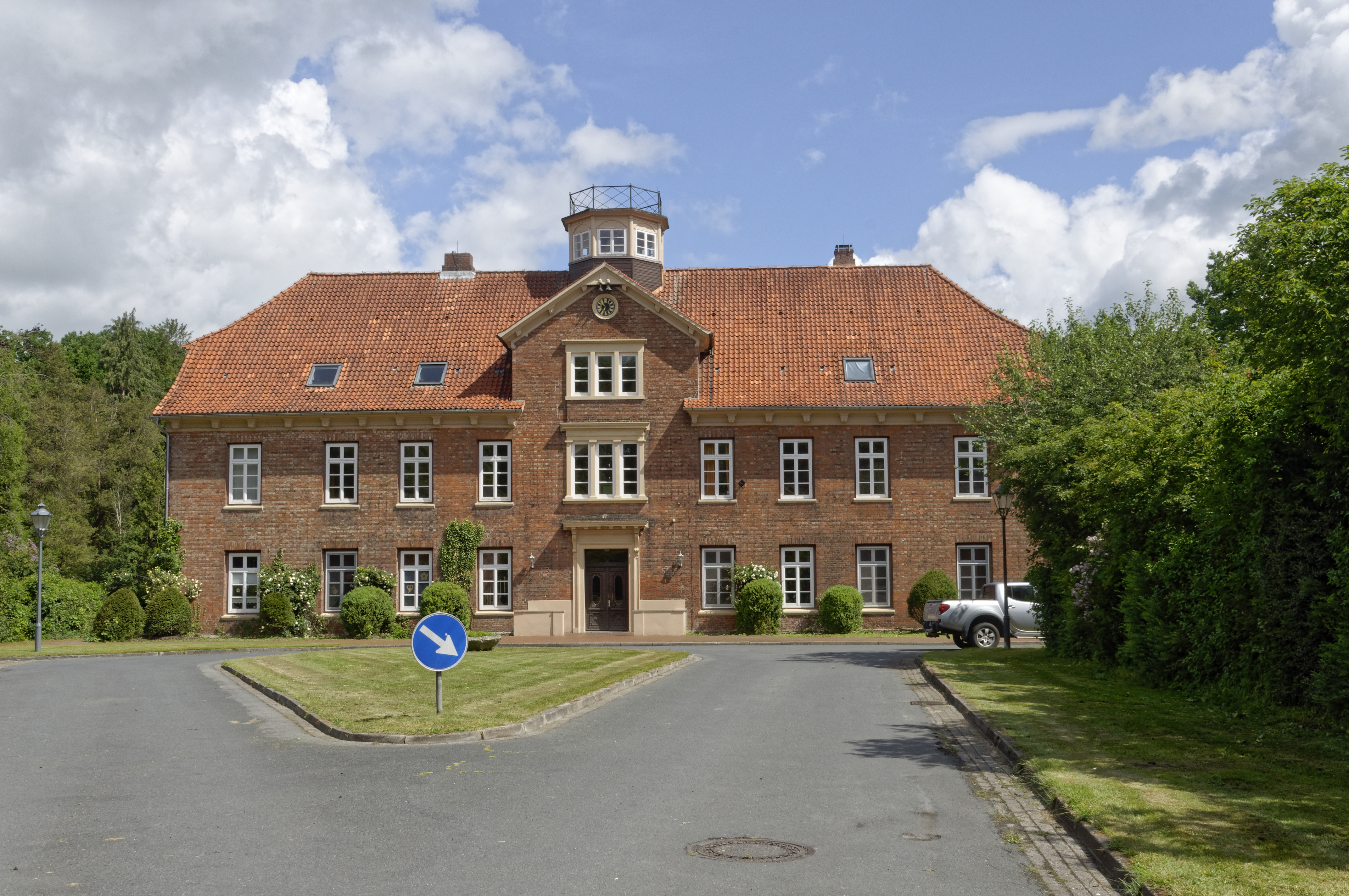
Stammgut Cadenberge

Seine Eltern waren der Bürger, Geheimrat und Minister Benedict von Bremer (* 1717; † 1779) und dessen Ehefrau Caroline Auguste, geborene von Haus (* 1733; † 1795), eine Tochter des großbritannischen Geheimen Rats Friedrich Ludwig von Haus auf Eimbeckhausen und der Charlotte, geborene von Bennigsen. Seine jüngere Schwester war die Äbtissin zu Kloster Marienwerder, Caroline von Bremer (1766–1845), sein älterer Bruder Benedix August (1757–1813) Kriegsrat zu Hannover und die jüngere Schwester Henriette Louise Elisabeth (1764–1828) Ehefrau des Ministers Karl Friedrich Alexander von Arnswaldt. Die Urgroßmutter Jeanne Henriette de Longueil (1676–1755) war eine entfernte Nichte des obersten Finanzbeamten von König Ludwig XIV., René de Longueil (1596–1677).

## Werdegang

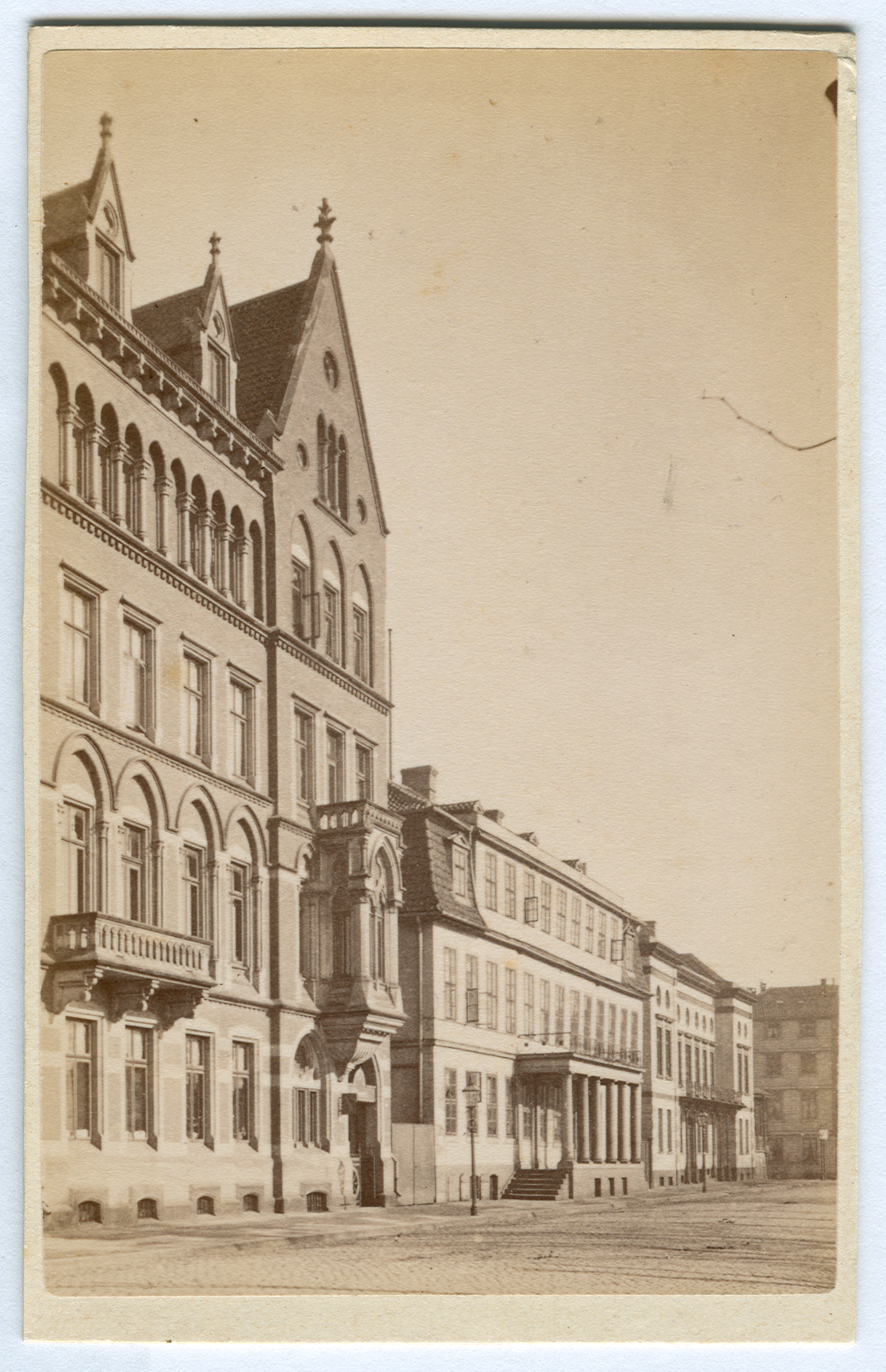
Um 1879: Nach der preußischen Annexion des Königreichs Hannover läutet das Wunder-Haus das Zeitalter bürgerlichen Wohnungsbaus auch in der Friedrichstraße ein: Das viereinhalb-stöckige Gebäude überragt bereits die rechts noch stehenden herrschaftlichen Adelssitze der Grafen Bernstorff und Bremer. Das Palais Bremer wird 1891 dem Durchbruch der Ebhardtstraße weichen, der Verlauf der kopfsteingepflasterten Straße wird jedoch erst nach dem Zweiten Weltkrieg im Zuge der autogerechten Stadt begradigt. Carte de visite von Karl F. Wunder, die rückseitig ebenfalls für das neue Foto-Atelier wirbt.

Er studierte ab Ostern 1777 Rechtswissenschaft an der Universität Göttingen. Danach wurde er Staatsdiener in der Justizkanzlei in Hannover, zunächst als Auditor. 1782 wurde er außerordentlicher Hof- und Kanzleirat. Von 1786 bis 1795 war Bremer am Reichskammergericht in Wetzlar als Beisitzer tätig, um dann 1796 – wieder in Hannover – erst zum Hofrichter und 1797 dann zum Land- und Schatzrat ernannt zu werden. Verheiratet war er mit Louise Eleonore von Zwierlein.
Zu Beginn der französischen Besetzung „Kur-Hannovers“ 1803 wurde Bremer zum diplomatischen Unterhändler mit den Franzosen: Am 3. Juni 1803 besiegelte seine Unterschrift unter der Konvention von Sulingen die Kapitulation der hannoverschen Armee. Die Ratifizierung der Konvention wurde von Napoleon anschließend verweigert. Am 5. Juli 1803 unterzeichnete der hannoversche Oberbefehlshaber von Wallmoden-Gimborn in Artlenburg die weitergehende Konvention über die Kapitulation des Kurfürstentums Hannover und die Auflösung der Hannoverschen Armee.
Wenige Tage später wurde Bremer von General Édouard Adolphe Mortier als einer von fünf Mitgliedern der „Exekutivkommission“ eingesetzt. Nach dem Abzug der Franzosen Ende 1805 wurde er Staats- und Kabinettsminister für Äußeres und Finanzen. Nachdem er im Zuge der zweiten französischen Besetzung Hannovers 1807 entlassen wurde, flüchtete er gemeinsam mit der hannoverschen Regierung nach Schwerin. Unterdessen zogen die Franzosen alle seine Güter ein.
Nach der Niederlage der napoleonischen Truppen bei Waterloo wurde Bremer ab 1814 abermals Außen- und Finanzminister. Zeitweilig war er sogar Kriegsminister. Nach dem Wiener Kongress und der Erhebung Hannovers zum Königreich wurde Bremer 1817 die Ehrenbürger-Würde der Stadt Hannover verliehen. Dies bedeutete zugleich das unentgeltliche Recht auf Bürger- und Brauer-Gilde-Recht. Die Verfassung von 1819 war im Wesentlichen ein Werk von Bremer, zumal er enger Vertrauter des Grafen Ernst Friedrich Herbert zu Münster war, seinerzeit Chef der Deutschen Kanzlei in London. Bremer war jedoch zugleich Freund von August Wilhelm Rehberg.
1823 erhielt Bremer den Vorsitz im Ministerium. Zu seinem 50-jährigen Dienstjubiläum wurde er am 6. August 1832 in den Grafenstand erhoben. Erst kurz vor seinem 73sten Lebensjahr trat er im Zuge der Juli-Revolution in den Ruhestand. Beerdigt wurde er in der Familiengruft unter der Kirche St.-Nicolai in Cadenberge.

## Familie
Er heiratete Louise von Zwierlein, eine Tochter des Advokaten und Prokurators am Reichskammergericht Wetzlar dem Reichsfreiherrn Christian Jacob von Zwierlein (1737–1793). Ihre Tochter Luise Sophie Frederike Eleonore (* 16. August 1797; † 20. März 1819) heiratete Karl Ludwig Friedrich Leutrum von Ertingen (* 27. August 1791; † 18. Dezember 1852). Der ältere Sohn, Carl Benedix (* 3. November 1791; † 19. August 1853) übernahm 1836 Cadenberge und erhielt den Primogenitur-Grafentitel, wurde Kriegsrat sowie Stallmeister und heiratete Sophie von Staffhorst (* 10. Februar 1805; † 10. Juni 1891). Der jüngere Sohn, Georg Friedrich Hans Wilhelm (* 1802; † 1857) übernahm als Freiherr das Gut Eimbeckhausen, wo er im Gewölbe der St. Martinskirche neben Adolph Wilhelm von Bremer († 1830), bestattet wurde. Während den Unruhen der Märzrevolution 1848 musste Georg Friedrich auf die Patrimonialgerichtsbarkeit verzichten, die im Königreich Hannover 1858 auch per Gesetz vollständig abgeschafft wurde.

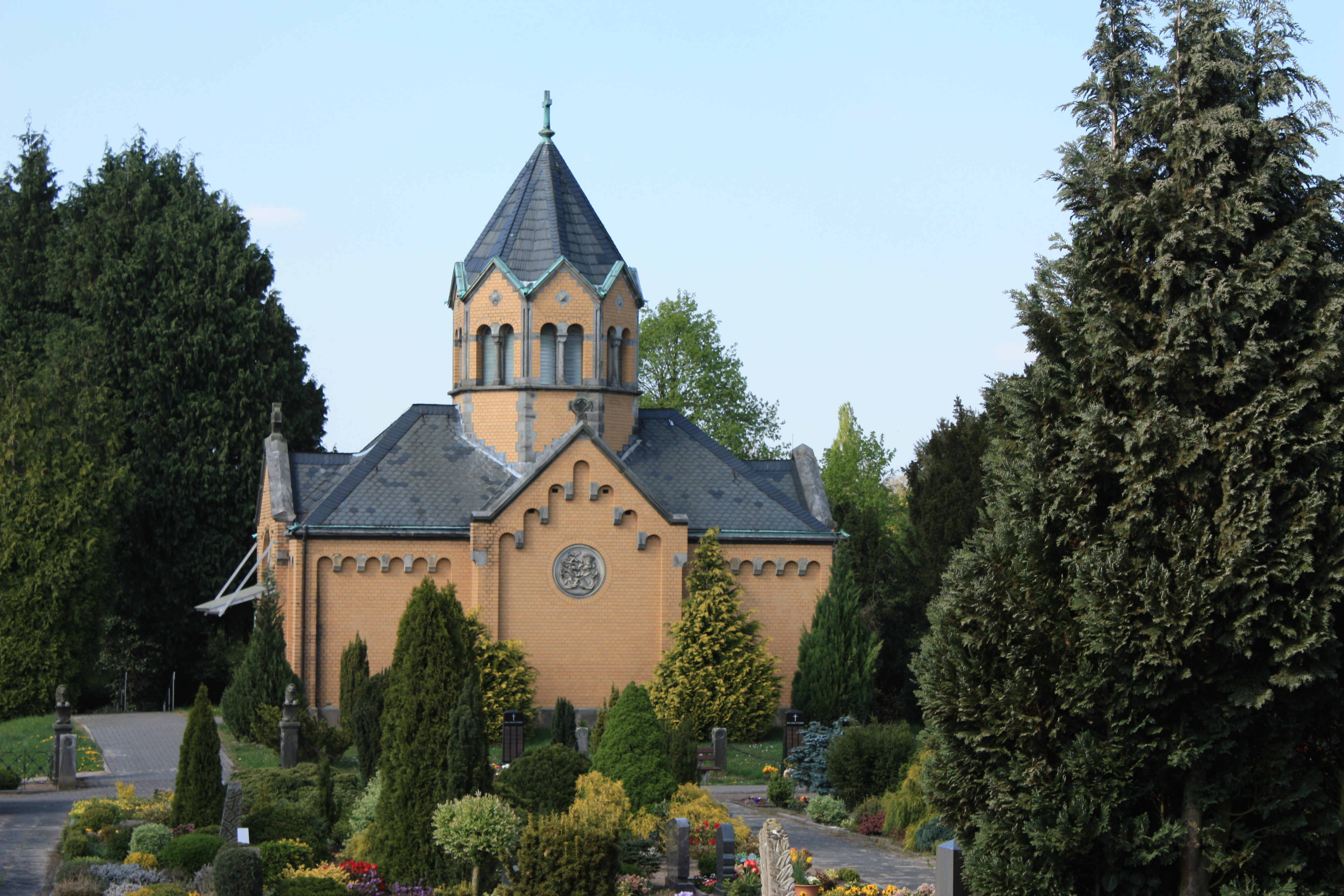
Von der Schwiegertochter Sophie in Auftrag gegebenes Kronenfeldt´sches Mausoleum auf dem Friedhof Eystrup

Carl Benedix und die Schwiegertochter Sophie hatten zwei Kinder, George (* 20. August 1823; † 9. April 1892), nach dem in Cadenberge die Graf-Bremer-Straße benannt ist und Amalie. Mit der Tochter von George, Charlotte, erlosch diese Linie der Familie von Bremer 1931 in London. Amalie von Bremer (* 22. Juni 1829; † 29. August 1892) heiratete Karl Wilhelm von Kronenfeldt auf Doenhausen und wurde in einem 1890 von ihrer Mutter Sophie in Auftrag gegebenen Mausoleum auf dem Eystruper Friedhof beigesetzt. Seit 1830 hatte diese gräfliche Linie der Familie von Bremer durch Wappenvermehrung auch den Ast der Familie von Haus geführt, der auf dem seit 1954 teilweise zur Friedhofskapelle umgenutztem Mausoleum allerdings fehlt. Das Geschlecht besteht in einer Nebenlinie fort. 

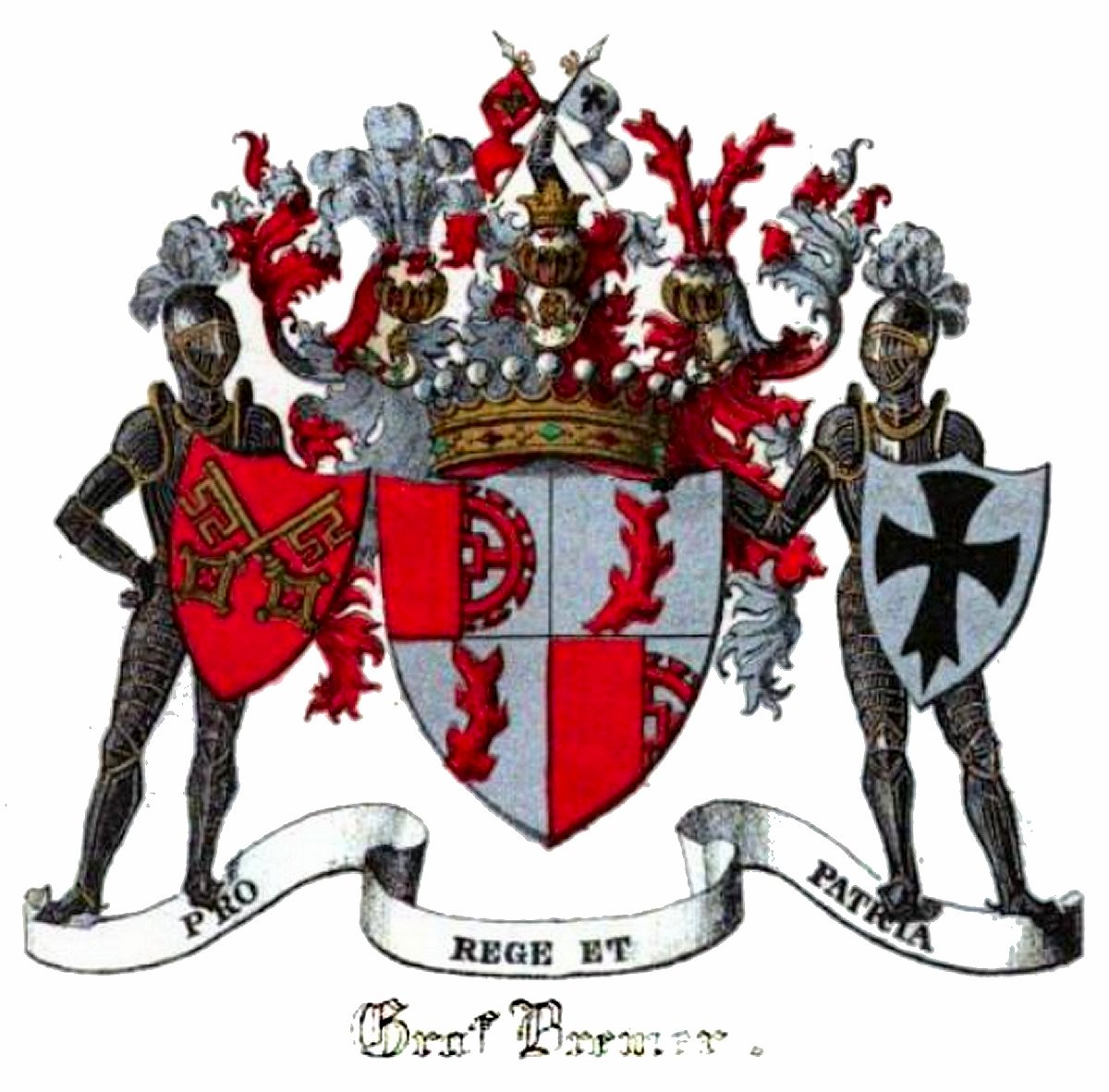
Wappen Graf von Bremer

## Ehrungen
- 1817: Ehrenbürgerschaft
- 1832: Erhebung in den Grafenstand